# Ride the Wild Wind
Ride the Wild Wind é um single da banda britânica de rock Queen, lançado em 1992 exclusivamente na Polônia. A canção foi escrita por Roger Taylor e cantada por Freddie Mercury e é original do álbum Innuendo, de 1991. Alcançou o primeiro lugar nas paradas de singles da Polônia.

## Desmpenho
| País (1992)                   | Melhor posição |
| ----------------------------- | -------------- |
| Polônia (Związek Producentów) | 1              |

## Ficha técnica
- Freddie Mercury - vocais, teclado
- Brian May - guitarra
- Roger Taylor - bateria, teclado, co-vocais
- John Deacon - baixo